# Ludgosjön
Ludgosjön är en sjö i Nyköpings kommun i Södermanland och ingår i Svärtaåns huvudavrinningsområde. Sjön är 3,3 meter djup, har en yta på 1,26 kvadratkilometer och befinner sig 5 meter över havet. Sjön avvattnas av vattendraget Storån.
Ludgosjön ligger vid byn Aspa i Ludgo socken i Södermanland. Runt sjön finns det flera gårdar och en Trollesunds herrgård. Ludgosjön sitter ihop med Eknaren och Runnviken med en lite å.

## Delavrinningsområde
Ludgosjön ingår i delavrinningsområde (653472-157636) som SMHI kallar för Utloppet av Ludgosjön. Medelhöjden är 35 meter över havet och ytan är 18,79 kvadratkilometer. Räknas de 6 avrinningsområdena uppströms in blir den ackumulerade arean 87,04 kvadratkilometer. Storån som avvattnar avrinningsområdet har biflödesordning 2, vilket innebär att vattnet flödar genom totalt 2 vattendrag innan det når havet efter 16 kilometer. Avrinningsområdet består mestadels av skog (51 procent), öppen mark (13 procent) och jordbruk (26 procent). Avrinningsområdet har 1,38 kvadratkilometer vattenytor vilket ger det en sjöprocent på 7,3 procent.